# صبغة اليود او محلول اليود

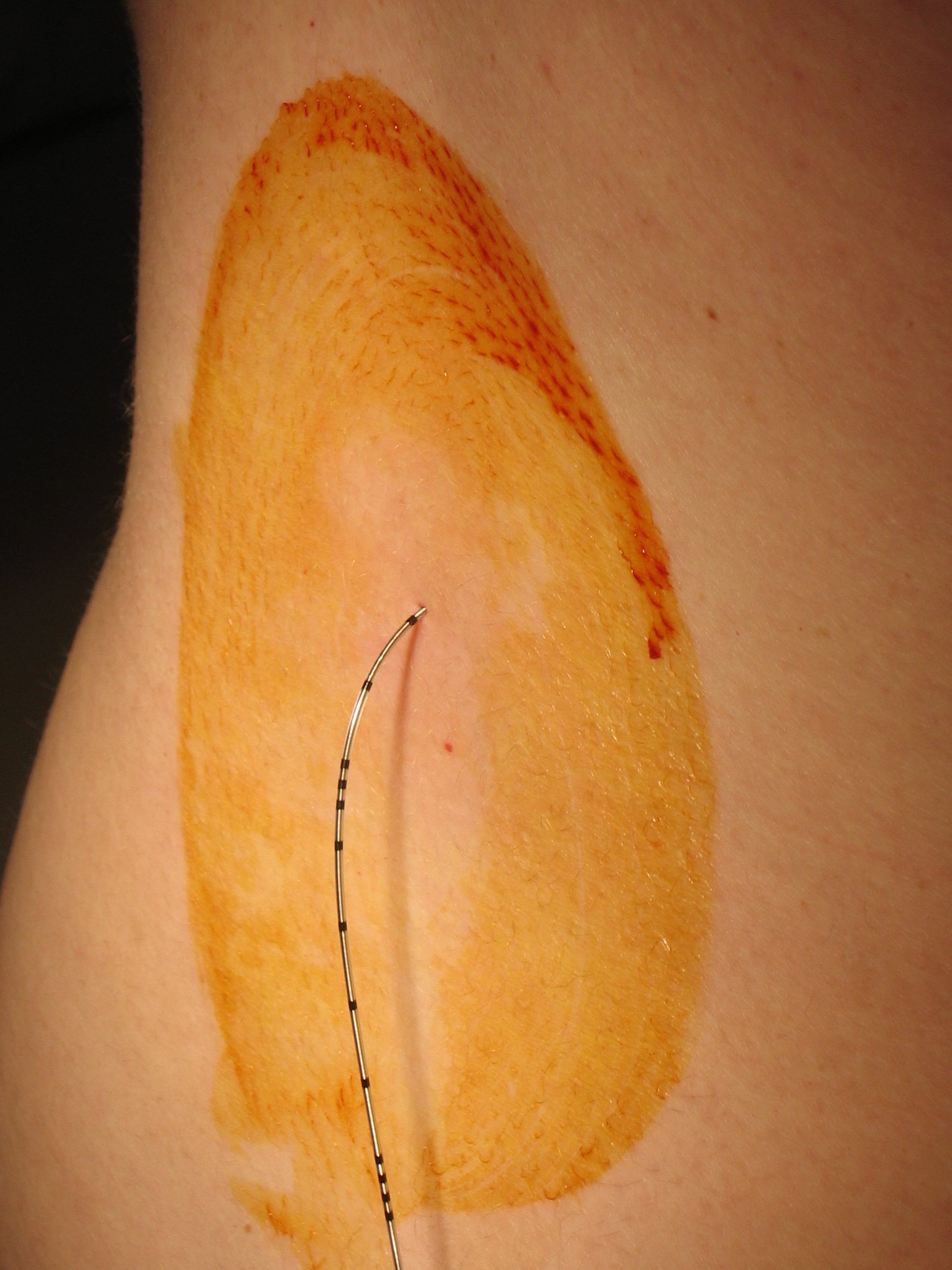
محلول صبغة اليود على سطح البشرة خلال عملية جراحية تطلب إبرة الظهر

صبغة اليود او محلول اليود المخفف هو مادة مطهرة. يتكون عادم من 2% إلى 7% من عنصر اليود مع يوديد الصوديوم او يوديد البوتاسيوم، مذوب في محلول من المياه والايثانول.
علما ان محاليل الصبغة تتميز بوجود الكحول. بدا استخدامه من عام 1908 في تحضير الجلد قبل الجراحة من قبل الجراح أنطونيو غروسيتش (Antonio Grossich). 
في المملكة المتحدة، تم تطوير محلول اليود ليتم استعماله في تطهير الجلد عن طريق ليونيل ستريتون (Lionel Stretton). وتم نشر عمله من قبل المجلة الطبية البريطانية (British Medical Journal) في مستوصف كيدرمينستر (Kidderminster Infirmary) عام 1909.  علما ان ستريتون استخدم محلول أخف مما استخدمه غروسيتش.

## مكونات اليود
تم تعريف صبغة اليود من قبل ال USP (الوصفات الوطنية الأمريكية (NF)) على أنها تحتوي 1.8 إلى 2.2 جرام من عنصر اليود، و2.1 إلى 2.6 جرام من يوديد الصوديوم في كل 100 مل والكحول 50 مل والتوازن ماء منقى.
ويتم تعريف صبغة اليود القوية من قبل ال USP على أنها تحتوي 6.8 إلى 7.5 جرام من عنصر اليود، و 4.7 إلى 5.5 جرام من يوديد البوتاسيوم في كل 100 مل والمياه النقية 50 مل والتوازن هو الكحول.

## الاستخدامات
غالبًا ما توجد صبغة اليود في عدة النجاة في حالات الطوارئ، وتستخدم لتطهير الجروح ولتطهير المياه السطحية للشرب. ولكن إذا اردت استعمال يود غير كحولي لهذا العرض يمكن استعمال اليود Lugol الخالي من الكحول، وهو محلول مائي مذوب فيه يوديد البوتاسيوم، أو يمكن استخدام بوفيدون اليود(povidone-iodine).
إذا اردت استعمال اليود لتطهير المياه للشرب يجب عليك وضع كميات صغيرة، عادة 5 مل لكل لتر من الماء. علما ان هذه الطريقة فعالة ضد البكتريا والفيروسات الا انه لا تقي من الطفيليات الأولية مثل كريبتوسبوريديوم.
يستخدم محلول اليود لتطهير سطح الفاكهة والخضروات من البكتيريا والفيروسات. علما ان التركيز الشائع للتعقيم هو ppm 25 iodophor لمدة دقيقة واحدة.
ولكن فعالية اليود لتطهير الفواكه والخضروات تعتمد على إذا كان المحلول يخترق الشقوق، وما إذا كان قد تمت إزالة الأوساخ بشكل فعال في البداية. لذا لا ينبغي ان يأكل الشخص الفواكه والخضروات المطهرة باليود خصوصا إذا كانت ملوثة بالأوساخ. [بحاجة لمصدر]